# 天下為攻
天下為攻（英語：Ivictory，來港前稱），是一匹曾經在香港出賽的已退役賽駒，來港後練馬師是蔡約翰，為2017/2018馬季最大進步馬匹和最佳短途馬。「天下為攻」是跑馬地馬場草地1200米的場地紀錄保持者。競賽生涯中一勝國際一級賽。

## 簡歷
天下為攻出生於澳洲，外地馬名Chile Green，在澳洲由史武頓（Robert Smerdon）訓練，曾試閘2次。以自購新馬身份來港。
2017年5月13日，「天下為攻」首次於香港出賽，結果在李寶利胯下一出即勝。
2018年4月29日，潘頓策騎「天下為攻」勝出國際一級賽主席短途獎，擊敗衆多國際一級賽盟主，包括「紅衣醒神」、「爭分奪秒」、「幸運如意」、「幸福指數」和日本代表「鐵杵成針」。此外，賽事中包尾而回的英國代表「蔚藍海角」後來也四度勝出國際一級賽，證實賽事水準極高。
2017/2018馬季，「天下為攻」取得四捷，評分由75分增至128分，成爲該年度的最大進步馬匹，同時因爲在季尾的國際一級賽主席短途獎擊敗衆多實力強橫的對手而成爲該年度的最佳短途馬。
2019年12月12日，「天下為攻」宣告退役，正式結束其競賽生涯。「天下為攻」退役後進駐雙魚河，並有意轉型為馬術賽駒。

## 在港勝出賽事全紀錄
| 比賽日期   | 賽事名稱         | 賽事班次 | 賽道 | 賽事路程 | 比賽馬場   | 名次 | 完成時間 | 騎師   |
| ---------- | ---------------- | -------- | ---- | -------- | ---------- | ---- | -------- | ------ |
| 13/05/2017 | 施偉賢盃（讓賽） | 第四班   | 草地 | 1000米   | 沙田馬場   | 1    | 0:56.90  | 李寶利 |
| 04/06/2017 | 沙田嶺讓賽       | 第四班   | 草地 | 1200米   | 沙田馬場   | 1    | 1:09.85  | 李寶利 |
| 16/07/2017 | 路環讓賽         | 第三班   | 草地 | 1200米   | 沙田馬場   | 1    | 1:10.14  | 莫雷拉 |
| 04/02/2018 | 大興讓賽         | 第三班   | 草地 | 1200米   | 沙田馬場   | 1    | 1:09.64  | 莫雷拉 |
| 21/02/2018 | 藍塘讓賽         | 第三班   | 草地 | 1200米   | 跑馬地馬場 | 1    | 1:10.06  | 莫雷拉 |
| 07/03/2018 | 鳳凰木讓賽       | 第二班   | 草地 | 1200米   | 跑馬地馬場 | 1    | 1:08.52  | 莫雷拉 |
| 29/04/2018 | 主席短途獎       | G1       | 草地 | 1200米   | 沙田馬場   | 1    | 1:08.63  | 潘頓   |

## 在港一級賽出賽全紀錄
| 比賽日期   | 賽事名稱           | 賽事班次 | 賽道 | 賽事路程 | 比賽馬場 | 名次 | 完成時間 | 騎師   |
| ---------- | ------------------ | -------- | ---- | -------- | -------- | ---- | -------- | ------ |
| 29/04/2018 | 主席短途獎         | G1       | 草地 | 1200米   | 沙田馬場 | 1    | 1:08.63  | 潘頓   |
| 09/12/2018 | 浪琴表香港短途錦標 | G1       | 草地 | 1200米   | 沙田馬場 | 6    | 1:09.39  | 李慕華 |
| 08/12/2019 | 浪琴表香港短途錦標 | G1       | 草地 | 1200米   | 沙田馬場 | 11   | 1:08.90  | 沈拿   |

## 外部連結
- . 2018-04-29  [2018-04-29]. （原始内容存档于2018-10-05）.